# Vasúti biztosítóberendezés

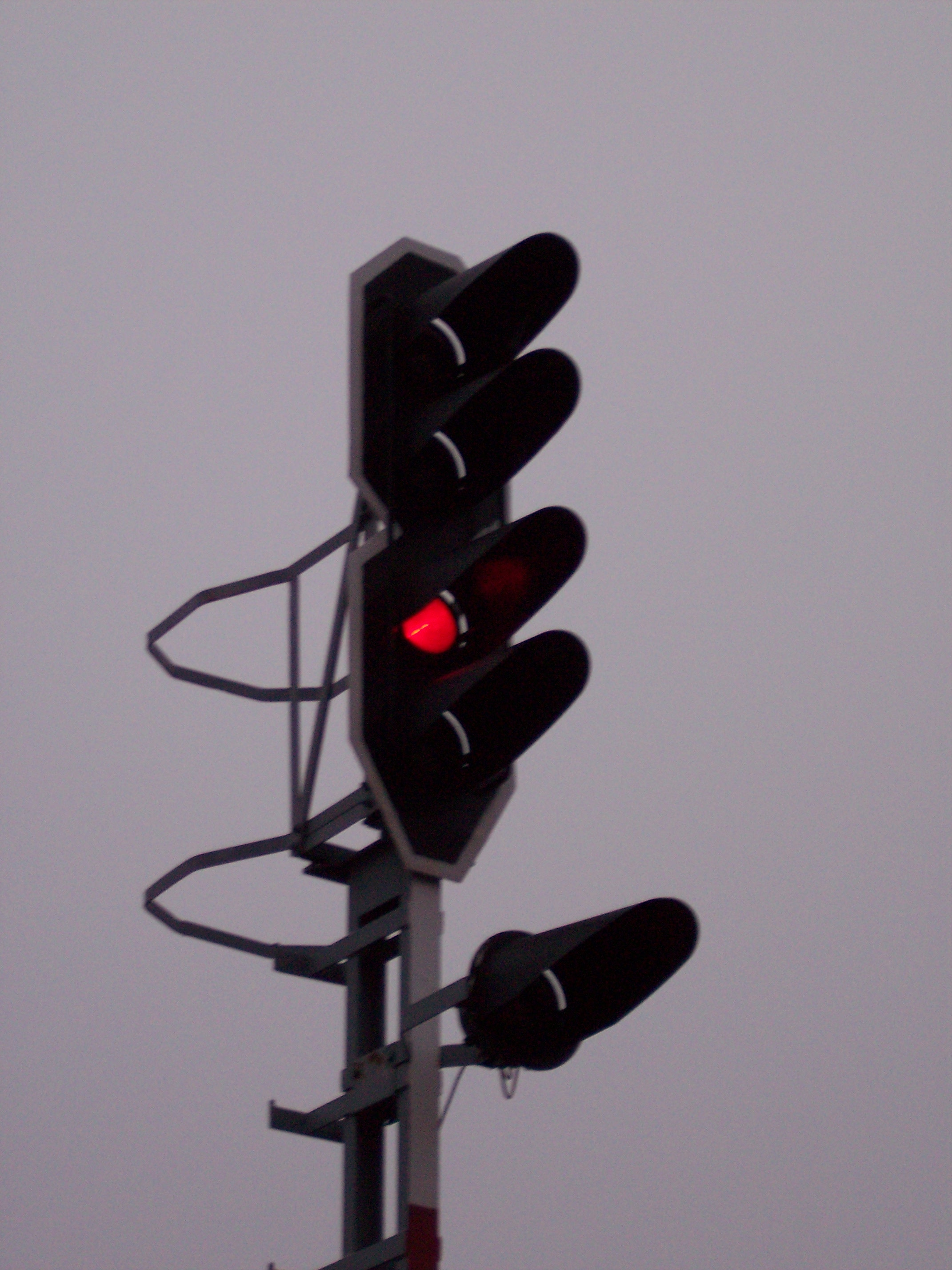
A vasúti forgalomirányítás egyik fontos eleme a fényjelző

A biztosítóberendezések a fejlett vasúti közlekedés elmaradhatatlan eszközei, gyakorlatilag a vasúti közlekedéssel egyidősek. Céljuk, hogy biztonságosabbá tegyék a vonatok (villamosok) közlekedését, lehetőség szerint megelőzzék az összeütközést, kisiklást, villamosok esetében a közúti gázolást stb. Közéjük tartoznak a vasúti fényjelzők és a kitérők.
Ezt úgy érik el, hogy a főjelzőket (amelyek megengedik, vagy megtiltják a vonatok közlekedését) csak bizonyos feltételek megléte esetén engedik a kezelő személyzetnek Szabad-ra állítani. Ezt a feltételrendszert a váltók és a jelzők közötti szerkezeti függésekkel hozzák létre, méghozzá oly módon, hogy:
1. A váltót csak akkor lehet feloldani és átállítani, ha az őt fedező jelző Megállj! állásban van;
2. A jelzőt csak akkor lehet Megállj! állásból Szabad! állásba állítani, ha az általa fedezett váltók helyesen állnak és ebben az állásban rögzítve is vannak;
3. Az érintett váltókat valamint a védelmi berendezéseket (védőváltókat, sorompókat, kisiklasztósarukat, vágányzáró sorompókat, tolatásjelzőket) a vonat teljes elhaladásáig rögzítik.

Feltétel továbbá, hogy a berendezés kezelője a beállított meneteket egyértelműen azonosíthassa a kezelőfelületről: vágányszám felé elfordított vágányúti kallantyú, vágányra beállított tológomb, fehéren világító vágánycsík stb.
Azokat az állomási berendezéseket, amik a fenti követelményeket nem elégítik ki, jelzőberendezésnek nevezzük.
Természetesen a fenti három pont csak a legalapvetőbb összefüggéseket jelenti, tehát ha ezen pontok nem valósulnak meg teljes mértékben, semmilyen esetben sem beszélhetünk biztosítóberendezésről. A tényleges kialakítás során azonban a jogszabály (Országos Vasúti Szabályzat I. kötete (r: Ovsz I.)), a feltétfüzetek és a tervezői gyakorlat egyéb, további függéseket is előír: folyamatos foglaltságellenőrzés, dinamikus oldalvédelemkeresés, elektromos hálózat figyelése, jelfeladáshoz az ütemadó helyes működése stb., különös tekintettel az ún. emelt sebességű, 120–160 km/h sebességtartományra.

## Funkciói
A biztosítóberendezések mindig a következő három funkciót valósítják meg, a tényleges kialakítástól függetlenül:
- biztonsági (szerkezeti függés);
- állítási (legalább a jelzők távállítása);
- visszajelző (azaz a dolgozó a berendezésre rátekintve meggyőződhessen a külső téri elemek (váltók, jelzők) állásáról, a berendezés állapotáról: beállított menetek tényéről, illetve hogy a vágányútbeállítási folyamat éppen hol tart.)

## Története
A vasúti közlekedés egyik jelentős veszélyforrása a váltók helytelen állásba állítása. Ahogy az idők során egyre nőttek a vasútállomások és egyre nőtt a közlekedő vonatok száma, szükséges volt egyre több váltókezelőt alkalmazni egy-egy állomáson, hogy a leközlekedtetendő menetekhez rendelt váltókat időre be tudják állítani. Ez természetszerűleg a forgalmi dolgozók egyre növekvő leterheltségével járt, ami a munkájukba épített veszélyforrások felszínre kerülésében mutatkozott meg.
Ezidáig a dolgozók figyelmén, a vágányútbeállítás (és általában a menetbeállítás) során teendőket leíró szabályok betartásán múlt, hogy teremtenek-e közvetlen veszélyhelyzetet.
A vasúti mérnökök ezt idejekorán felismerve, összefüggést találtak a váltók állása és a jelzők szabadra állíthatósága között, és létrehozták az első biztosítóberendezéseket.
Ezen, tisztán mechanikus elven működő berendezések megfelelő működés esetén kikényszerítették a leírt szabályok egy részének a sorrendiségét és betartatták azokat (már amennyire erre lehetőségük volt).
Hazánkban az 1920-as évektől kezdve fogalmazódott meg egyre erősebben az az igény, hogy az élőmunkaerőt próbálják meg kiváltani a rendszerből, illetve amit lehet, azt automatizálják. Így születtek az első próbálkozások a gurítódombi automatikákkal, illetve jelentek meg az erőműves, azaz nem emberi izomenergiával működő biztosítóberendezések.

## Állomási biztosítóberendezések
Alapvető feladata az állomás területén belüli, azaz a külső bejárati jelzők közötti területen található váltók, jelzők, kisiklasztósaruk, vágányzáró sorompók, út átjárót fedező elemek stb. működtetése, ellenőrzése, ezen elemek közötti szerkezeti függés kikényszerítése.
Az évtizedek során egyre korszerűbb, egyre könnyebben kezelhető és egyre nagyobb rendelkezésre állású berendezések jelentek meg szerte Európában, így hazánkban is.

### Váltózárkulcsos vágányútlezárás
Az első ténylegesen szerkezeti függéseket megvalósító berendezések fő eleme a váltózárkulcs volt. Mivel a helyszíni állítású, kulcsos váltóknak két zárja van (az egyik kitérő, a másik egyenes állásban zárja le a váltót), és nyitott állapotban a kulcs a zárban marad, az éppen kivehető kulcs megfelelő információt adott a váltó állásáról. Később kialakultak berendezések, amelyekbe a beállított és lezárt váltók kulcsát be kell helyezni, mely mechanikus módon szerkezeti függést hoz létre a kulcs típusa alapján a váltók és a jelzők állása között. Ugyanígy bevonhatók a berendezésbe a sorompók, vágányzáró sorompók, siklasztósaruk és egyéb, vágányút biztosítása szempontjából releváns eszközök.
A kulcsos vágányútlezárás esetében a legegyszerűbb megoldás, hogy a kulcsokat (egyeztetést kö vetően) az üvegezett és zárható kulcsszekrény megfelelő szögére kellett akasztani, vagy egy berendezésbe kellett elhelyezni. A berendezés lehet váltózárkulcs-elzáró, váltózárkulcs-azonosító [nem biztosítottak], valamint váltózárkulcs-rögzítő [biztosított] berendezés.
A váltózárkulcs-elzáró és -azonosító berendezés nem tekinthető teljes értékű biztosítóberendezésnek, mert a feloldóberendezés hiányában a vonatközlekedés teljes ideje alatt a kulcsrögzítés nem biztosított. A bejárati jelző visszaállítása után a kulcsok már kivehetők a berendezésből, tehát a vonat előtti és alatti állítás nincs mechanikusan kizárva (a kezelő személyzet figyelmes és lelkiismeretes szolgálatellátását is feltételezzük) A váltózárkulcs-elzáró és váltózárkulcs-azonosító berendezés csak addig alkalmas a vonatfogadó vágányokra vezető vágányutak biztosítására, amíg a jelző Szabad állásban áll. A kétfogalmú nem biztosított bejárati jelző (lehet alak-, vagy fényjelző) csak Szabad, ill. Megállj jelzést tud adni.
A kulcsrögzítő berendezés ellenben a vágányút feloldásáig rögzíti a kulcsokat, tehát vizsgálja, hogy a vonat utolsó járműve is a vágányút utolsó váltójáról már lehaladt-e, valamint kitérő irányú közlekedés esetén a Csökkentett sebességgel történő behaladásra ad jelzést.
Ennek megfelelően a kulcsazonosító berendezéshez két-, a kulcsrögzítőhöz háromfogalmú alakjelzők tartoznak. Mindkét berendezésből létezik egy- és többközpontos verzió (a kulcselzáró berendezés a kulcsazonosító egyközpontos változata).
Az egy központos berendezés esetében a forgalmi irodában található a jelzőállító emeltyűket is tartalmazó kulcsazonosító/rögzítő készülék, a több készülékes változat esetében ez a váltókörzetnél található őrházban van, a forgalmi irodában pedig a Siemens-Halske biztosítóberendezéshez hasonló blokk-készülék található, amely villamos úton kommunikál a váltókezelő készülékével.
Váltózárkulcs-azonosító berendezés máig sokfelé előfordul Magyarországon, elsősorban mellékvonali állomások tipikus biztosítóberendezése. Váltózárkulcs-rögzítő berendezés már csak kevés helyen van, ilyen pl. Veszprém állomás, ahol többkészülékes, és már fényjelzőkkel felszerelt berendezést használnak. Egy központos kialakításban már csak a Gyermekvasút néhány állomásán lehet ilyet látni.
Az utóbbi évtizedekben több esetben is végeztek olyan fejlesztéseket, melynek során egy kulcsos berendezés lett kiegészítve fényjelzőkkel és elektromos váltóállítással (pl. Nagycsere). Ezek jóval olcsóbbak, mint egy teljesen új rendszer telepítése, viszont a váltóállítás technológiai idejének csökkentése - kisállomási környezetben - ily módon is megvalósítható - azonban komoly baleseti kockázatokat rejt.

### Siemens–Halske biztosítóberendezés
A XIX. század második felében jelent meg ez a berendezés hazánkban, a jelenlegitől eltérő kialakítással és részben eltérő működési módban is.
A berendezés egy sok mozgó alkatrészt tartalmazó, részben elektromos áramot is használó megoldás, ami bizonyos ténykedések egymáshoz viszonyított sorrendjét, illetve magát a ténykedést kényszerítette ki, többletmunkát adva ezzel a forgalmi személyzetnek. Itt már nem csak a jelzőket, hanem a váltókat is vonóvezetékkel állítják, illetve reteszelik, így a berendezés kezelése a kulcsos megoldásoknál jóval gyorsabb. A szerkezeti függések ugyanakkor még elsősorban mechanikus úton jönnek létre, csupán a vágányút lezárása, vagy a vonat elhaladásának érzékelése történik villamos úton.
A berendezés áll egy irodai rendelkező készülékből (ez a forgalmi irodában található), illetve az állomás két végén található váltókezelői szolgálati helyeken lévő váltókezelői berendezésekből. Az iroda és a torony közötti kapcsolatot gyengeáramú elektromos vezetékek biztosítják. Olyan állomásokon, ahol a forgalmi iroda és a váltókörzetek távolsága nem haladja meg a 400 métert, alkalmazható egy központos változat is.
Magyarországon jelenleg még sok helyen található ilyen berendezés, a komolyabb felújítások által elkerült fővonalak (pl. 5, 10, 41, 110), és regionális csomópontok tipikus biztosítóberendezése, de ilyen rendszer működik a Déli és a Nyugati pályaudvaron is.

### Elektrodinamikus (VES) berendezés
A fejlődés következő lépcsőfoka a Németországban kidolgozott elektrodinamikus biztosítóberendezés volt. Ennek legfőbb újdonsága a motoros váltóállítás megjelenése, mely által a berendezés kezelése gyorsabbá vált, valamint megszűnt a vonóvezetékek által okozott számos kötöttség. A függéseket ennél a berendezésnél is még döntően mechanikus elemek (vonalzók, fémpofák) valósítják meg, azonban már megjelennek jelfogós függések is. A berendezés alapfelépítése is inkább a Siemens-Halske berendezésre hasonlít. Az egyes váltókat, jelzőket külön kell állítani, persze itt már nem emeltyűkkel, hanem a megfelelő színes pajzzsal ellátott gombbal. Szintén hasonlóság, hogy a nagyobb állomásokon a forgalmi iroda és az állítóközpont egymástól elkülönül, így van irodai és állítóközponti készülék is. Kisebb állomásoknál persze létezik egy központos kialakítás is, ilyen található a Gyermekvasút Csillebérc állomásán.

### Szabadkapcsolású Integra
A nem mechanikus rendszerekből való gyors továbblépést a nagy számú áramkörök között a függéseket egyszerűen megvalósító jelfogók tömeges elterjedése tette lehetővé a vasutak számára.
Az első próbálkozásnak hazánkban a svájci Integra cég licence alapján épült jelfogófüggéses, szabadkapcsolású berendezés. A zsargon a kezelőpult nyomógombjainak kialakítása miatt vasgombos Integraként is ismeri. A berendezés nevében szereplő szabadkapcsolású szóhoz fűződő magyarázat: a berendezéseket előtte is, és ekkor is úgy tervezték, hogy mindig nulláról, az adott vágányhálózat és egyéb jellemzők alapján, a tervező a vonatkozó általános előírások alapján tervezte meg, majd építették és üzemeltették őket. Ez természetszerűleg csak akkor olcsó, ha kevés berendezést kell építeni, hiszen a gyakran ismétlődő megoldásokat is újra és újra, gépiesen le kell rajzolni, meg kell építeni. Gondoljunk csak bele: egy váltó állítóáramköre számára mindegy, hogy melyik állomáson található: a váltót mindig ugyanúgy állítjuk.
Amennyiben hirtelen sok ugyanolyan biztosítóberendezést kell tervezni és építeni, akkor érdemes az azonos funkciókat ellátó jelfogókat dobozokba rendezni, így csak a dobozokat kell egymáshoz kötögetni mind a tervezés, mind az építés során. Az 1940-es évek végén jelent meg az igény erre, így továbbra is az Integra cégtől vásárolt licenccel eljutott a hazai vasút a következő lépésig.

### Dominó 55 biztosítóberendezés
Hazánkban ez a legnagyobb példányban telepített biztosítóberendezés, itt az azonos funkciókat ellátó jelfogókat közös dobozba, úgynevezett jelfogóegységbe építették. Így egy jelfogóegységben legfeljebb 12 db. XJ típusú jelfogó található, így a következő jelfogóegységek készültek:
- váltóvezérlő egység (jellegszín: kék-fehér-kék, 3 fázisra)
- váltóvezérlő pótegység (jellegszín: fehér-kék-fehér, 3 fázisra)
- váltólezáró egység (jellegszín: sárga)
- jelzővezérlő egység (jellegszín: vörös)
- jelzővezérlő pótegység (jellegszín: vörös-fehér)
- előjelző egység (jellegszín: fehér)
- helyikapcsoló egység (jellegszín: fekete)
- szigeteltsín egység (jellegszín: szürke)
- szigeteltsín generátor (jellegszín: -)
- ütemezett blokkegység (jellegszín: zöld)
- ütemezett menetirányváltó egység (jellegszín: fehér)
- Siemens térközcsatlakozó jelfogóegység (jellegszín: fehér)
- Tolatásjelző jelfogóegység (jellegszín: fekete-kék)

Ezen jelfogóegységekből, mintegy dominószerűen felépíthető az állomás vágányhálózata alapján az áramkörök jelentős része, a maradék 5-10%-ot pedig továbbra is szabadkapcsolásban építik be. A jelfogóegységek viszonylag könnyen és gyorsan cserélhetőek, így ha a hiba helye behatárolt, általában a jelfogóegység cseréjével hamar orvosolható. A jelfogóegységek száma egyre nőtt, jelenlegi becsült számuk (a jelfogóegységként kezelt egyéb áramköri elemekkel együtt) a 100-at közelíti.
Az első Dominó 55 biztosítóberendezést Vámosgyörk állomáson adták át 1962-ben, 2017-ben 225 darab üzemelt az országban.

### Dominó 70 biztosítóberendezés
Ugyancsak az Integra cég licence alapján tervezett és épített berendezés, de ez a D55-től eltérően már nagy állomásokra készült, így kiegészül az eddig hiányzó tolatóvágányutas lehetőségekkel. Volt próbálkozás hazai fejlesztésként tolatóvágányutas berendezésre, Dominó 67 típusnéven néhány darabot helyeztek üzembe az országban, de nem váltotta be a hozzá fűzött reményeket.
A 90-es évektől kezdve számos Domino rendszerű berendezés kezelőfelületét váltották ki számítógéppel. Ez lehetővé teszi az állomás távvezérelhetőségét, azaz másik állomásról, vagy központi forgalomirányító központból való kezelését.

### Hibrid biztosítóberendezés
2017-2020 között új, magyar biztosítóberendezés került kifejlesztésre. A hibrid biztosítóberendezés ötvözi a korszerű technológiával megvalósított jelfogós áramkörök és az elektronikus vezérlőrendszer, kezelő- és távvezérlő felület előnyeit.
2023-ig három állomáson került üzembe helyezésre: Gyálon a Budapest–Kecskemét-vasútvonalon, Babócsán a Murakeresztúr–Szentlőrinc-vasútvonalon és a fényeslitkei Intermodális Logisztikai Központban.

### Biztosítóberendezések elektronikus távkezelése és távvezérlése
Az elektronikus biztosítóberendezések megjelenésével párhuzamosan felmerült az igény a jelfogós biztosítóberendezések elektronikus kezelésére is. A 90-es évektől kezdve számos Domino rendszerű berendezés kezelőfelületét váltották ki számítógéppel. A Prolan Irányítástechnikai Zrt. ELPULT rendszere lehetővé teszi az állomás távvezérelhetőségét, azaz másik állomásról, vagy központi forgalomirányító központból való kezelését, valamint több olyan elektronikus többletfunkciót is kiszolgál, mely egy korszerű vasúti üzemirányítás esetén már elvárt működés. Például: kezelések, állapotváltozások, meghibásodások naplózása.

### Elektronikus biztosítóberendezés
A jelfogókat csak minimálisan tartalmazó biztosítóberendezések viszonylag későn, a rendszerváltás után jelentek meg hazánkban és számuk egyelőre alacsonynak mondható.
A Siemens SIMIS és az Alcatel Elektra biztosítóberendezései jelentek meg eddig országunkban, különböző konstrukciókban (SIMIS-C, SIMIS-IS, Elektra1 és Elektra2). Megjegyzendő, hogy az Alcatel konszern a vasúti biztosítóberendezési területe a Thales konszernhez került, annak Rail Signalling Solutions ágazataként, melynek magyar képviselete a korábbi HTA Kft., a jelenlegi Thales Rail Signalling Solutions Kft.
Ezen berendezések közös jellemzője, hogy ipari számítógép alapú rendszereken futó szoftverek logikai függvényekkel meghatározott kimenetei alapján valósítja meg szinte az összes funkciót, jelfogókat jellemzően csupán az országonként eltérő funkciók (fénysorompók vezérlése, jelfeladás stb.) megvalósítására alkalmaznak.

### További berendezések
Természetesen a több mint 150 éves hazai vasúti közlekedésben ennél sokkal többfajta berendezéstípus fordult elő, ám ezek vagy már teljesen kikoptak, vagy a még meglévő berendezések is hamarosan eltűnnek a hazai vasutakról. Ezek, a teljesség igénye nélkül:
- Harangjelzők, gúlás védőjelzők és egyéb, nem provizórikus jelzőberendezések
- Szovjet típusú tolató- és vonatvágányutas, jelfogó függéses biztosítóberendezések (kisállomási, nagyállomási ((B)MRC típus)), importból, fejlesztőjük: SZU Giprotranszszignalszvjaz. Nagy hátránya, hogy 25 kV-os villamos vontatással összeférhetetlen.
- Fényjelzős mechanikus (FM) biztosítóberendezés
- Különféle Dominó rendszerű biztosítóberendezések: D67, D87, KÁ69
- MEFI és MERÁFI rendszerek.

## Nyíltvonali biztosítóberendezések
A két állomás (általánosabban: két szolgálati hely) közötti nyíltvonal biztosítása sokáig nem volt nagy jelentőségű feladat. A nyíltvonali biztosítóberendezésektől elvárjuk, hogy zárják ki azt, hogy a vonatok utolérhessék egymást, illetve azt, hogy ugyanarra a vágányra a két szomszédos állomás egyszerre indíthasson vonatot, azaz mind az utolérést, mind a szembemenesztést.
Mivel két állomás között a távolság általában túl nagy ahhoz, hogy a berendezés elromlása esetén a vonatok a semmiben vesztegelve várják a javítás végét, ezért bizonyos szabályok életbe léptetésével lehetőség van arra, hogy csökkentett sebességgel, adott esetben egy vágányon egy vonat elvvel, de haladjon a vasúti közlekedés. Ebből sajnos az következik, hogy a nyíltvonali biztosítóberendezéseknél alkalmazott megoldások általában jobban áthidalhatóak, gyakran kiiktató, kikapcsolható védelemmel rendelkeznek, ezért sokan másodrangú védelemként tekintenek rá.

## Biztosítóberendezések energiaellátása
Már a 20. század elején próbálkoztak különböző, akkori szóhasználattal élve erőműves biztosítóberendezésekkel, ahol vagy sűrített levegő, nyomás alatt tartott víz, olaj és még ki tudja mi biztosította az energiát a váltók átállítására. Ezek a megoldások már régen elavultak, jelenleg kizárólag elektromos energiával működő biztosítóberendezések vannak hazánkban. Mivel a jelzők fényéhez és a váltók állításához energia kell, ezért fontos ezen energia minél nagyobb fokú rendelkezésre állása.
Az elsődleges, ún. főhálózatot az országos közüzemi hálózat 10 kV-os rendszeréből nyerik (ez a helyi szolgáltató, pl. Elmű hálózata), majd ezt transzformálva előállítják a 3x400 V háromfázisú feszültségszintet. Ezt továbbalakítva készül 75 Hz-es és 400 Hz-es szinuszos váltakozó feszültség, valamint különböző értékű egyenfeszültségek is (12 V, 24 V, 48 V, 96 V).
A főhálózat kiesése ellen tartalékhálózattal, segédhálózattal, felsővezetéki alátámasztással és akkumulátorcsoporttal védekeznek.